# Alexander Straßmeir
Alexander Straßmeir (* 1964 in West-Berlin) ist ein deutscher Verwaltungsjurist und Politiker (CDU). Er war von 2012 bis 2016 Staatssekretär in der Berliner Senatsverwaltung für Justiz und Verbraucherschutz.

## Ausbildung und Beruf
Straßmeir ist ein Sohn des CDU-Politikers Günter Straßmeir (1929–2009). Er studierte an der Freien Universität Berlin Rechtswissenschaften und Philosophie. Nach dem Abschluss der juristischen Staatsexamina arbeitete er ab September 1992 im Wissenschaftlichen Parlamentsdienst des Berliner Abgeordnetenhauses. 1993 wechselte er in die Berliner Senatskanzlei, wo er bis zu seiner Wahl zum Bezirksstadtrat 1996 zunächst als Referent und dann als Referatsleiter tätig war.
Von 2002 bis zu seiner Ernennung zum Staatssekretär war Straßmeir im Konsistorium der Evangelischen Kirche tätig. Er war dort Abteilungsleiter und Stellvertreter des Konsistorialpräsidenten Ulrich Seelemann.
Von Mitte 2018 bis Ende 2022 war er Präsident des Landesamtes für Flüchtlingsangelegenheiten Berlin und folgte somit auf Claudia Langeheine, welche die erste Präsidentin des neu gegründeten Amtes war.
Seit dem 1. Januar 2023 ist Straßmeir Präsident des Landesamtes für Gesundheit und Soziales Berlin.

## Politik
Straßmeir ist Mitglied der CDU.
Ab 1996 war Straßmeir Bezirksstadtrat für Bau- und Wohnungswesen sowie Umweltschutz in Berlin-Wilmersdorf. Ab 2000 zeichnete er auch für Jugend, Sport und Schule verantwortlich. Auch im Bezirksamt des fusionierten Bezirks Charlottenburg-Wilmersdorf übernahm Straßmeir die Funktion des Bezirksstadtrats für Bauwesen und Umweltschutz. Nach der vorgezogenen Neuwahl der Bezirksverordnetenversammlung im Oktober 2001 schied er aus dem Amt.
Am 1. Dezember 2011 wurde Straßmeir mit Wirkung zum 1. Januar 2012 zum Staatssekretär in der Berliner Senatsverwaltung für Justiz und Verbraucherschutz ernannt. Seit seinem Amtsantritt war Straßmeir dort für Justiz verantwortlich. Nach dem Rücktritt Michael Brauns vom Amt des Justizsenators galt Straßmeir zwischenzeitlich als möglicher Nachfolger. Er blieb auch unter Senator Thomas Heilmann Staatssekretär. Nach der Abgeordnetenhauswahl 2016 wurde die rot-schwarze Koalition (Senat Müller I) durch eine rot-rot-grüne Koalition (Senat Müller II) abgelöst und Straßmeir mit 18. Dezember 2016 in den einstweiligen Ruhestand versetzt.